# Нюпорт (Белгия)
Вижте пояснителната страница за други населени места с името Нюпорт.
Нюпорт (на нидерландски: Nieuwpoort) е град в Северозападна Белгия, окръг Вьорне на провинция Западна Фландрия. Населението му е около 10 900 души (2006).